# X (манга)
X (яп. エックス Эккусу) — популярная манга в жанре драмы и мистики, одна из ранних работ группы CLAMP. Первая глава манги вышла в 1992 году, в майском выпуске журнала Monthly Asuka издательства Kadokawa Shoten. Несмотря на то, что манга ещё не закончена, она была экранизирована, в 1996 году вышел аниме-фильм «X/1999» или «X: The Destiny War», а в 2001 году одноимённый аниме-сериал продолжительностью 24 серии. Также выходили аудиопостановки (так называемые Drama CD), музыку к которым сочинила известный композитор Ёко Канно.
В настоящее время выпуск манги приостановлен из-за противоречий между авторами и издателем по поводу сюжетной линии манги.
В 2006 году аниме-сериал «X» был лицензирован в России компанией «Мега-Аниме», в 2007 году состоялся его выход на DVD, в 2008 году сериал показали на телеканале «GamePlay». Также его показывали на канале «Настоящее страшное телевидение» 
В апреле 2010 года компания «Комикс-Арт» объявила о приобретении лицензии на российское издание манга-сериала «X», и 1 февраля 2011 года вышел первый том.

## Сюжет
Действие разворачивается в Токио 1999 года, куда после долгого отсутствия, исполняя волю погибшей матери, возвращается пятнадцатилетний Камуи Сиро, один из немногих людей, владеющих особыми способностями. Он встречает своих лучших друзей детства — Фуму Моно и его младшую сестру Котори, людей, которых он хочет защитить от всех опасностей даже ценой собственной жизни.
Вся жизнь Камуи предопределена — в грядущей битве конца света он должен выступить либо на стороне Драконов Земли, Ангелов, которые стремятся разрушить мир, очистить страдающую Землю от человечества, либо на стороне Драконов Небес, Хранителей, защитников людей, охраняющих кэккай в Токио — последний барьер, удерживающий мир от разрушения.
Стремясь защитить своих друзей, Камуи выбирает сторону Хранителей, и вызывает необратимую цепь событий, несущих боль и страдания ему, и его друзьям и соратникам.

## Фильм
Первая аниме-экранизация манги была сделана студией Madhouse в 1996 году, режиссёром полнометражной картины стал Сигэюки Хаяси, более известный под псевдонимом Ринтаро. Так как ко времени создания фильма манга не была завершена даже на треть, многие сюжетные линии были значительно упрощены и изменены, а основное внимание уделено отношениям между Камуи и Фумой в ходе Последней Битвы. Другим персонажам уделено значительно меньшее внимание, и большую часть экранного времени занимают красочные бои между ними.
В фильме все Драконы Небес и Земли погибают перед Последней Битвой, в которой Камуи убивает Фуму. Сновидец Кудзуки Какё в фильме не присутствует, либо потому что он не был полностью представлен в манге, либо из-за того, что его способности оказались не слишком зрелищными для короткого по продолжительности фильма. Вместо него в сюжет был введён Сёго Асаги, Повелитель Воды (способность Юто Кигэя управлять водой не была отражена в сюжете манги, поэтому конфликта способностей между персонажами в фильме нет). После того как Камуи убивает Фуму, он остаётся один, потеряв всех, кого он хотел защитить.

## Телесериал

### Отличия
Из-за большей длительности телесериала по сравнению с фильмом сюжет более детализирован, и менее концентрирован только на противостоянии Камуи и Фумы. Кроме того, за время, прошедшее с выхода фильма, вышли несколько томов манги, что позволило уточнить сюжетную линию. При создании сериала широко использовалась компьютерная графика.
В конце сериала часть Драконов Небес и Драконов Земли остаются в живых, а Камуи погибает в битве с Фумой, перед смертью завещав ему своё желание сохранить мир, уничтожив таким образом силы Дракона Земли и победив в Последней Битве.

### Музыка
Музыка для аниме-сериала, включая основную музыкальную тему «Садамэ» («Судьба»), была создана композитором Сато Наоки, открывающая композиция (опенинг) «eX-Dream» исполнена группой Мюдзи, а закрывающая (эндинг) «Secret Sorrow» («Тайная Скорбь») — Коидзуми Кохэй.

## Персонажи
Каждый персонаж изображает одну из карт Таро, изображения которых печатались на обложках томов и в артбуке ZeØro.

### Драконы Небес
Драконы Небес (яп. 天の龍 Тэн Но Рю), или Семь Хранителей (яп. 七の封印 Нанацу Но Фу:ин) — группа из семи человек, обладающих особыми способностями, и использующими их чтобы защитить человечество в грядущей Битве Апокалипсиса. В отличие от Драконов Земли, Хранители считают, что человечество не менее ценно, чем сама Земля, и верят, что мудрость людей позволит им мирно разрешить конфликт между ними и природой.

Драконы Небес.
По часовой стрелке: Камуи Сиро (внизу), Карэн Касуми, Сората Арисугава, Араси Кисю, Сэйитиро Аоки, Субару Сумэраги, Юдзуриха Нэкой.

Драконы Небес имеют различное происхождение и как правило воспитывались различными религиозными сектами Японии. Основной особенностью Хранителей является способность создавать кэккай, магический барьер, защищающий население от последствий боёв между Драконами Небес и Земли. В случае если Дракон Небес потеряет человека, которого он хотел защитить больше всего или цель, ради которой жил, то он теряет способность создавать кэккай и перестаёт быть одним из Семи Хранителей.
Сигилом Драконов Небес является созвездие Большой Медведицы (яп. 北斗 Хокуто).
- Камуи Сиро (яп. 司狼神威 Сиро: Камуи) — пятнадцатилетний неразговорчивый юноша, чья боль от потери единственного близкого человека — матери, лишь усугубила обычную подростковую агрессивность. Выполняя волю матери он приехал в Токио, чтобы забрать Синкэн, стараясь избегать любого общения со старыми друзьями, чтобы уберечь их от опасностей, связанных с ним. Первоначально попытки Драконов Небес привлечь его на свою сторону вызывали у Камуи резкое неприятие и досаду, он не хотел подчиняться предначертанной судьбе, пути, по которому с такой готовностью шли Хранители. Однако поняв неизбежность выбора, Камуи принимает решение, одно из двух возможных, оба из которых вели к смерти Котори и ставили его и Фуму по разные стороны баррикад.
Сэйю: Томокадзу Сэки (фильм), Кэнъити Судзумура (сериал)
- Сората Арисугава (яп. 有洙川空汰 Арисугава Сората) — монах, воспитанник храма Коя, известному своей древней астрологической школой. Настоятель храма, следуя собственным предсказаниям, забрал маленького Сорату у его родителей, чтобы воспитать из него Хранителя. В момент расставания с ним, его мать плакала, и хотя сам Сората утверждает, что был слишком мал, чтобы помнить это, с тех пор он не переносит женских слёз и старается не допускать этого. Несмотря на жизнь, проведённую в спрятанном от посторонних глаз храме, Сората — весёлый и общительный парень, больше смахивающий на школьника-разгильдяя, чем на монаха, прекрасно умеет готовить и соответственно любит хорошо и много поесть. Он очень серьёзно относится только к своему предназначению, поскольку ещё в детстве старый астролог, рассказал ему о его судьбе: стать Драконом Небес, быть рядом с Камуи, защищать его, не жалея собственной жизни, но погибнуть, ради спасения любимой девушки.
Сэйю: Койти Ямадэра (фильм), Мицуаки Мадоно (сериал)
- Араси Кисю (яп. 鬼咒嵐 Кисю: Араси) — воспитанница и так называемая «тайная жрица» синтоистского храма Исэ. Рано потеряла родителей, бродяжничала, пока не попала в храм, где из неё стали готовить Хранителя. Араси очень сдержана и воспитана, обладает сильным, волевым характером, прекрасно фехтует при помощи «духовного меча», который незримо присутствует внутри её тела и извлекается из левой руки. Сперва Араси недоверчиво отнеслась к Сорате, отвергая все его попытки ухаживания, но постепенно, пораженная его решительностью и самоотверженностью, стала испытывать к нему ответные чувства. Переходит на сторону Драконов Земли, а позже становится причиной гибели Сораты и погибает сама.
Сэйю: Эмико Синохара (фильм), Рёка Юдзуки (сериал)
- Юдзуриха Нэкой (яп. 猫依譲刃 Нэкой Юдзуриха) — четырнадцатилетняя школьница, наследница хранителей храма Мицуминэ. С самого рождения рядом с Юдзурихой всегда инугами (пёс-призрак) по кличке Инуки, незримый для обычных людей. Рассказы маленькой девочки о том, что рядом с ней всегда ходит собака, которую никто не может увидеть, едва не сделали её изгоем в школе, и с тех пор Некой всегда хотела найти других людей, способных видеть Инуки, и даже решила не встречаться и не ходить на свидания с обычными парнями. Повинуясь зову Хиното, Юдзуриха покинула свою бабушку, и, вместе с Инуки, отправилась в Токио. Втайне она надеялась что среди Хранителей найдёт людей, которые будут видеть её собаку, но она встретила такого человека даже раньше, чем пришла в Капитолий на встречу с Драконами Небес. Это был Сию Кусанаги.
Сэйю: Куми Сакума (фильм), Юкана Ногами (сериал)
- Субару Сумэраги (яп. 皇昴流 Сумэраги Субару) — этот персонаж появился в «Х» из более ранней манги CLAMP — «Tokyo Babylon»[5]. Предательство любимого человека и гибель сестры убили в юном оммёдзи практически все чувства и желания, кроме одного. Это желание стало смыслом его жизни, и ради его исполнения он до сих пор ищет человека, изменившего всю его жизнь, главу клана убийц Сакуры — Сэйсиро Сакурадзукамори…
Сэйю: Томокадзу Сугита (фильм), Иссэй Миядзаки (сериал)
- Карэн Касуми (яп. 夏澄火煉 Касуми Карэн) — повелительница огня. Является ортодоксальной католичкой, что весьма странно сочетается с её работой в увеселительном заведении. Была знакома с тетей Камуи — Такико Магами. Добрый, отзывчивый человек, способный на самопожертвование. Умирает, пожертвовав своей жизнью ради Сэйитиро Аоки, который стал дорогим для неё человеком. Все своё детство Карэн страдала из-за своих способностей. Её мама называла её «дьяволом», и прятала свою дочь ото всех. В один день, когда мать Карэн снова кричала на неё, она споткнулась, и уронила на себя тяжелое алтарное распятие. Когда пришёл священник, отпевать её мать, Карэн показала ему свою способность управлять пламенем. В ответ священник сказал, что её глаза — это отнюдь не взгляд дьявола, что это — взгляд потерявшегося ребёнка. Эту фразу она, затем, перед смертью, повторила Натаку.
Сэйю: Ёко Соуми (фильм), Мами Кояма (сериал)
- Сэйитиро Аоки (яп. 蒼軌征一狼 Аоки Сэйитиро) — повелитель воздуха. Принципиальный и ответственный. Сэйитиро имеет жену и маленькую дочь, которых решил бросить, чтобы сохранить их в безопасности.
Сэйю: Тосиюки Морикава (фильм), Хидэюки Танака (сериал)

### Драконы Земли
Драконы Земли (яп. 地の龍 Ти Но Рю), или Семь Ангелов (яп. 七の御使 Сити Но Мицукай) — семь человек, обладающих особыми способностями, сражающихся с Драконами Небес и стремящихся уничтожить человечество. Драконы Земли считают, что конфликт между людьми и природой не может быть разрешён мирным путём, и для спасения Земли необходимо полностью уничтожить цивилизацию. По их мнению уничтожение человечества приведёт в возрождению планеты и создаст новый, лучший мир.

Драконы Земли (с Сёго Асаги вместо Какё Кудзуки).
По часовой стрелке: Фума Моно (внизу), Сацуки Ятодзи, Юто Кигай, Сэйсиро Сакурадзука, Сию Кусанаги, Натаку, Сёго Асаги.

Большая часть Ангелов представляет собой типичный пример необщительных, самовлюблённых и бездушных людей, лишенных минимального сострадания к другим. Несмотря на то, что их главная цель — уничтожение человечества ради будущего Земли, по большому счёту это служит для них лишь оправданием их собственных поступков.
Сигилом Драконов Земли является стилизованное изображение меноры.
- Фума Моно (яп. 桃生封真 Моно: Фу:ма) — «звезда-близнец» Камуи. Какую бы судьбу ни избрал Камуи, Дракона Неба, или же Дракона Земли, Фума должен был занять противоположную сторону. В то время, когда Камуи становился все ближе к выбору стороны Драконов Неба, в Фуме пробуждался Дракон Земли. Фума рос в синтоистком храме вместе со своей сестрой и отцом. Они потеряли мать в юном возрасте, так как она взяла на себя судьбу родить Божественный Меч. Сам Фума — добрый и отзывчивый человек, который все ещё помнит обещание, когда-то данное Камуи — защищать его, во что бы то ни было. Он мотивирует свои поступки «Исполнением Желаний». По этой причине он лишил Субару глаза и убил Сорато. Так же, став Драконом Земли он убил свою сестру.
Сэйю: Цутому Нарита (фильм), Дзюнъити Сувабэ (сериал)
- Юто Кигай (яп. 麒飼遊人 Кигай Ю:то) — Повелитель Воды. Возможно обладает силой вечной молодости. Симпатичен и игрив, предпочитает «плыть по течению». Проявлял симпатию к Сацуки и к Каное. Был убит Карэн, в фильме же умер от руки Фумы.
Сэйю: Кадзухико Иноуэ (фильм), Митиаки Фуруя (сериал)
- Сацуки Ятодзи (яп. 八頭司颯姫 Ято:дзи Сацуки) — компьютерный гений. Благодаря своей необычной способности может связывать свой мозг напрямую с компьютером. Молчаливая, спокойная, скрытная девушка. Для неё Конец Света — лишь способ избавится от скуки. С самого детства Сацуки была необычным ребёнком. Она росла в состоятельной семье и весьма рано узнала, кем является на самом деле. Увидев способности дочери, её отец начала приводить её во многие компьютерные организации, где её тестировали. Сацуки за мгновения преодолевала защитные программы, но ей было очень скучно. Узнав о способностях девочки, за неё начали бороться многие влиятельные люди. Её отец, в конце концов, согласился предоставить Сацуки в распоряжение одной из таких компаний. Не желая уходить из дома, Сацуки попросила Его о помощи. С помощью махинаций со светофорами ей удалось убить своего отца. Но на этом охота на Сацуки не прекратилась. Заполучить её повезло лишь Каное, которая собирала Драконов Земли под своё начало. Она построила для неё суперкомпьютер «BEAST», с которым могла работать только она, так как он был напрямую связан с Ним, а соответственно, с её мозгом. Вскоре «Зверь» начал проявлять к Сацуки романтические чувства. В «приступе ревности» «Зверь» убил её.
Сэйю: Котоно Мицуйси (фильм), Хоко Кувасима (сериал)
- Сию Кусанаги (яп. 志勇草薙 Кусанаги Сию:) — Повелитель Земли. Сию не похож на большинство Драконов Земли. Он добрый, и отзывчивый человек. Познакомился с Юзурихой, когда она только приехала в Токио. Несколько раз встречался с ней после этого. За предательство Драконов Земли был чуть не убит Натаку, но все же выжил.
Сэйю: Дзёдзи Наката (фильм), Масаки Айдзава (сериал)
- Сэйсиро Сакурадзука (яп. 桜塚星史郎 Сакурадзука Сэйсиро:) — легендарный убийца, глава и единственный боец легендарного клана Сакуразукамори. Является одним из главных персонажей манги CLAMP — «Tokyo Babylon».
Сэйю: Тору Фурусава (фильм), Отоя Кавано (сериал)
- Натаку (яп. 那吒 Натаку) — клон, лишённый души.
Сэйю: Рика Мацумото (фильм), Мотоко Кумай (сериал)
- Сёго Асаги (яп. 浅黄笙悟 Асаги Сё:го) — персонаж, который появляется в полнометражном фильме вместо Какё Кудзуки.
Сэйю: Тосихико Сэки (фильм)
- Какё Кудзуки (яп. 玖月牙暁 Кудзуки Какё:) — сновидец.
Сэйю: Юдзи Уэда (сериал)

### Другие персонажи
Котори Моно (яп. 桃生 小鳥 Моно: Котори) — младшая сестра Фумы, нежная девушка с врождённым пороком сердца. Способна видеть сны других, общаться с животными и растениями. Как и её брат в детстве очень дружила с Камуи. В сериале её образ был изменён, так как режиссёр Ёсиаки Кавадзири хотел изобразить её более похожей на обычного подростка.